# U-471 (tàu ngầm Đức)
U-471 là một tàu ngầm tấn công  Lớp Type VII thuộc phân lớp Type VIIC được Hải quân Đức Quốc Xã chế tạo trong Chiến tranh Thế giới thứ hai. Nhập biên chế năm 1943, nó chỉ thực hiện được ba chuyến tuần tra và không đánh chìm được mục tiêu nào. Đang khi neo đậu tại cảng Toulon, Pháp vào ngày 6 tháng 8, 1944, U-471 bị đánh chìm do trúng bom ném từ những máy bay ném bom B-24 Liberator thuộc Không lực 15 Không lực Lục quân Hoa Kỳ. Chiếc tàu ngầm được trục vớt năm 1945, được sửa chữa và phục vụ cùng Hải quân Pháp như là chiếc Millé (Q339) từ năm 1946 đến năm 1963.

## Thiết kế và chế tạo

### Thiết kế

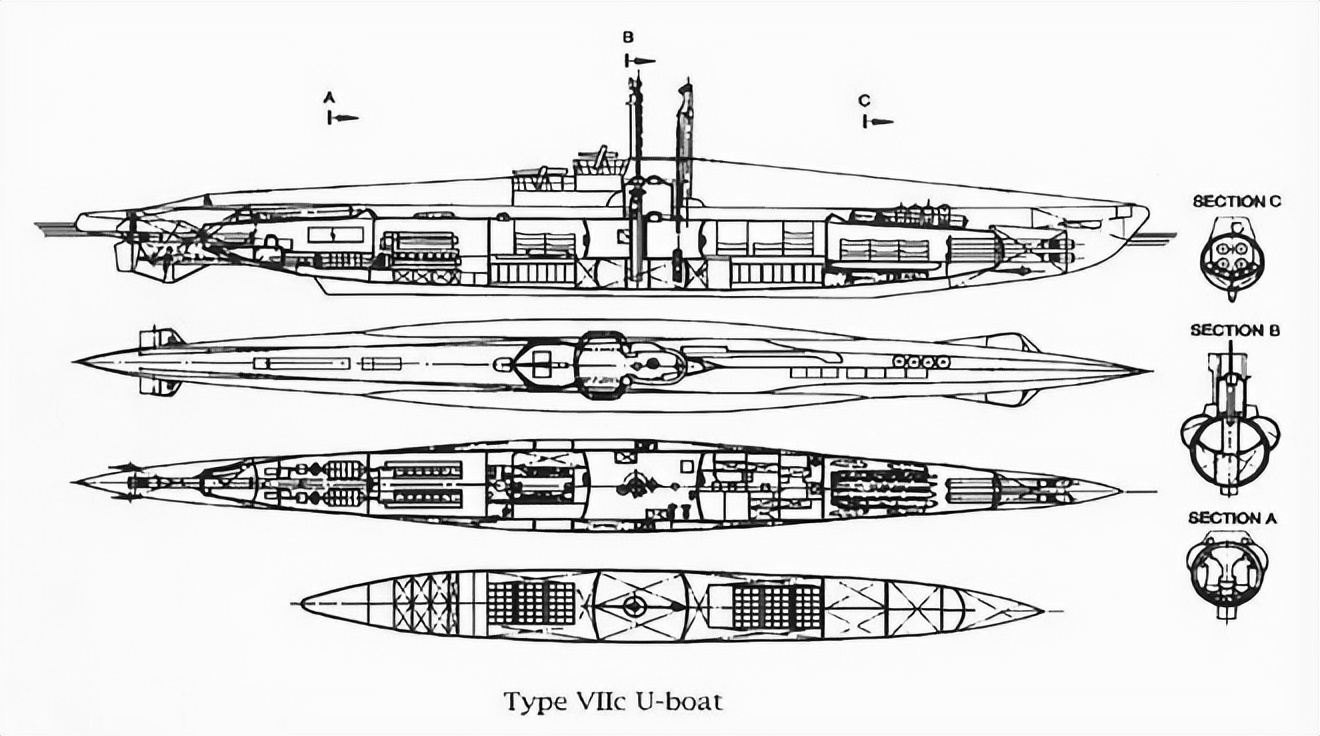
Sơ đồ các mặt cắt một tàu ngầm Type VIIC

Phân lớp VIIC của Tàu ngầm Type VII là một phiên bản VIIB được kéo dài thêm. Chúng có trọng lượng choán nước 769 t (757 tấn Anh) khi nổi và 871 t (857 tấn Anh) khi lặn). Con tàu có chiều dài chung 67,10 m (220 ft 2 in), lớp vỏ trong chịu áp lực dài 50,50 m (165 ft 8 in), mạn tàu rộng 6,20 m (20 ft 4 in), chiều cao 9,60 m (31 ft 6 in) và mớn nước 4,74 m (15 ft 7 in).
Chúng trang bị hai động cơ diesel Germaniawerft F46 siêu tăng áp 6-xy lanh 4 thì, tổng công suất 2.800–3.200 PS (2.100–2.400 kW; 2.800–3.200 bhp), dẫn động hai trục chân vịt đường kính 1,23 m (4,0 ft), cho phép đạt tốc độ tối đa 17,7 kn (32,8 km/h), và tầm hoạt động tối đa 8.500 nmi (15.700 km) khi đi tốc độ đường trường 10 kn (19 km/h). Khi đi ngầm dưới nước, chúng sử dụng hai động cơ/máy phát điện Garbe, Lahmeyer & Co. RP 137/c  tổng công suất 750 PS (550 kW; 740 shp). Tốc độ tối đa khi lặn là 7,6 kn (14,1 km/h), và tầm hoạt động 80 nmi (150 km) ở tốc độ 4 kn (7,4 km/h). Con tàu có khả năng lặn sâu đến 230 m (750 ft).
Vũ khí trang bị có năm ống phóng ngư lôi 53,3 cm (21 in), bao gồm bốn ống trước mũi và một ống phía đuôi, và mang theo tổng cộng 14 quả ngư lôi, hoặc tối đa 22 quả thủy lôi TMA, hoặc 33 quả TMB. Tàu ngầm Type VIIC bố trí một hải pháo 8,8 cm SK C/35 cùng một pháo phòng không 2 cm (0,79 in) trên boong tàu. Thủy thủ đoàn bao gồm 4 sĩ quan và 40-56 thủy thủ.

### Chế tạo
U-471 được đặt hàng vào ngày 20 tháng 1, 1941, và được đặt lườn tại xưởng tàu của hãng Deutsche Werke AG ở Kiel vào ngày 25 tháng 10, 1941. Nó được hạ thủy vào ngày 6 tháng 3, 1943, và nhập biên chế cùng Hải quân Đức Quốc Xã vào ngày 5 tháng 5, 1943 dưới quyền chỉ huy của Hạm trưởng, Trung úy Hải quân Friedrich Kloevekorn.

## Lịch sử hoạt động
Sau khi hoàn tất việc huấn luyện trong thành phần Chi hạm đội U-boat 5, U-471 được điều sang Chi hạm đội U-boat 1 từ ngày 1 tháng 11, 1943 để hoạt động trên tuyến đầu.

### 1943

#### Chuyến tuần tra thứ nhất
U-471 khởi hành từ cảng Kiel, Đức vào ngày 27 tháng 11, 1943 cho chuyến tuần tra đầu tiên trong chiến tranh. Nó tiến ra  Bắc Hải, rồi băng qua khe GI-UK giữa quần đảo Faroe và Iceland để vòng qua quần đảo Anh và tiến vào khu vực giữa Đại Tây Dương về phía Tây Ireland (Khu vực Tiếp cận phía Tây). Tại đây vào ngày 23 tháng 12, chiếc tàu ngầm bị một máy bay ném bom B-24 Liberator thuộc Liên đội 120 Không quân Hoàng gia Anh tấn công, khiến ba thủy thủ bị thương. Nó kết thúc chuyến tuần tra khi đi đến cảng Brest bên bờ Đại Tây Dương của Pháp đã bị Đức chiếm đóng, đến nơi vào ngày 30 tháng 1, 1944.

### 1944

#### Chuyến tuần tra thứ hai
U-471 khởi hành từ Brest vào ngày 16 tháng 3, 1944 cho chuyến tuần tra thứ hai, với ý định sẽ xâm nhập và hoạt động trong khu vực Địa Trung Hải. Sau khi thành công trong việc vượt qua eo biển Gibraltar được lực lượng Đồng Minh phòng thủ nghiêm ngặt vào ngày 30 tháng 3, chiếc tàu ngầm kết thúc chuyến tuần tra khi đi đến cảng Toulon tại bờ biển Địa Trung Hải của Pháp vào ngày 12 tháng 4. Đến ngày 1 tháng 5, 1944, nó lại được điều sang Chi hạm đội U-boat 29 đặt căn cứ tại khu vực Địa Trung Hải.

#### Chuyến tuần tra thứ ba
Trong chuyến tuần tra thứ ba, cũng là chuyến cuối cùng, diễn ra từ ngày 18 tháng 5 đến ngày 15 tháng 6 và đều xuất phát và kết thúc tại cảng Toulon, U-471 hoạt động dọc bờ biển Bắc Phi, nhưng vẫn không đánh chìm được mục tiêu nào.

#### Bị mất
Đang khi neo đậu tại cảng Toulon vào ngày 6 tháng 8, 1944, U-471 bị trúng bom ném từ những máy bay ném bom B-24 Liberator thuộc Không lực 15 Không lực Lục quân Hoa Kỳ. Nó đắm tại tọa độ 43°07′B 05°55′Đ / 43,117°B 5,917°Đ.

### Phục vụ cùng Hải quân Pháp
Chiếc tàu ngầm được trục vớt năm 1945, và được sửa chữa trước khi được đưa vào phục vụ cùng Hải quân Pháp như là chiếc Millé (Q339) từ năm 1946 cho đến khi được rút đăng bạ vào ngày 9 tháng 7, 1963.

### "Bầy sói" tham gia
U-471 từng tham gia sáu bầy sói:
- Coronel 1 (14 – 17 tháng 12, 1943)
- Sylt (18 – 23 tháng 12, 1943)
- Rügen 3 (26 – 28 tháng 12, 1943)
- Rügen 4 (28 tháng 12, 1943 – 2 tháng 1, 1944)
- Rügen 3 (2 – 7 tháng 1, 1944)
- Rügen (7 – 22 tháng 1, 1944)